# Pro Tork

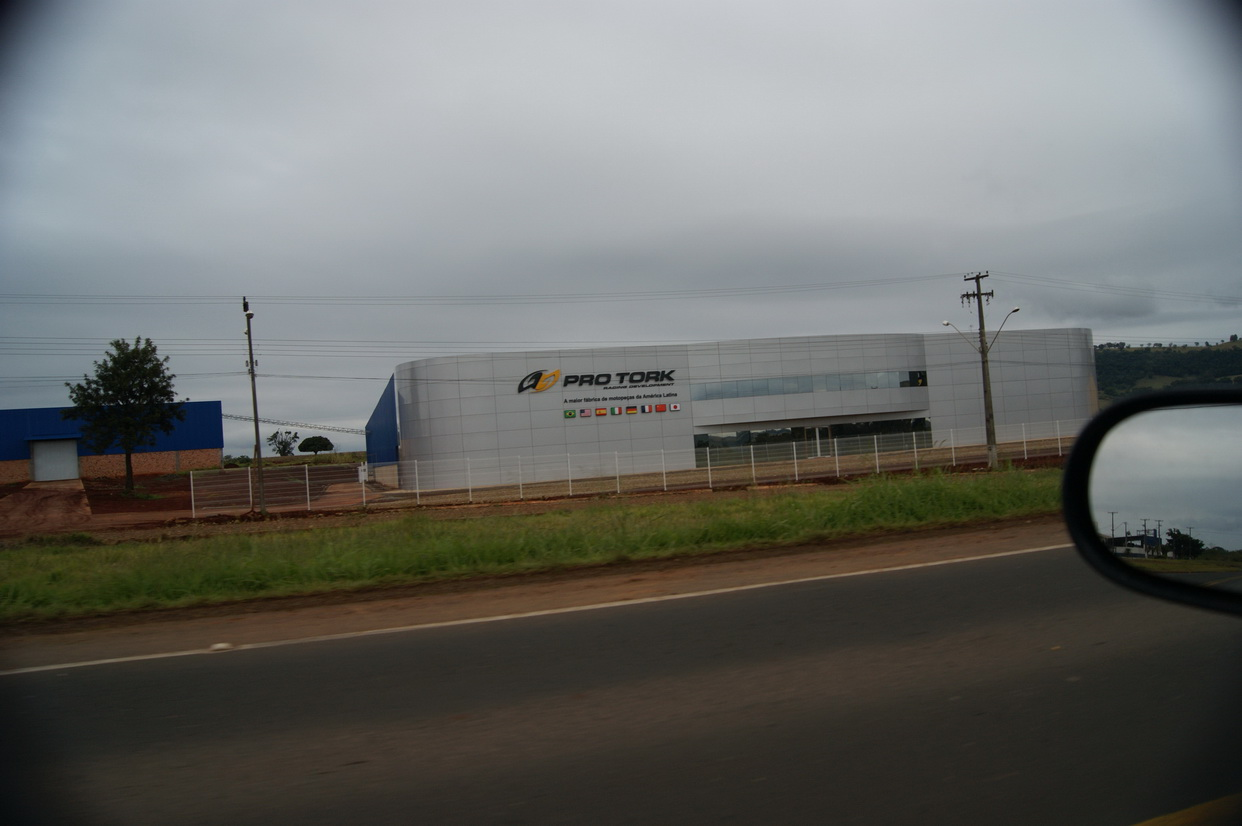
Edifício da empresa

Pro Tork é uma fábrica de motocicletas e motopeças brasileira, localizada em Siqueira Campos, Paraná.
Fundada em 1987, é considerada a primeira fábrica de motocicletas do Paraná e da região sul do Brasil, e a maior fabricante de motopeças da América Latina. Foi fundada em Curitiba e tornou-se líder na produção de capacetes. Em 1993, instalou a unidade industrial no município de Siqueira Campos. Em abril de 2012, inaugurou uma linha de montagem de motocicletas. Com exceção do motor, os demais componentes das motos Pro Tork são fabricados em sua fábrica.
Atualmente investindo no setor de "comércio eletrônico, trabalhando com Mercado Livre e Amazon. 